# Mike Ribeiro
Michael Tavares Ribeiro (* 10. února 1980 v Montréalu, Québec) je bývalý kanadský hokejový útočník.

## Osobní
Mike s manželkou Tamarou mají tři děti (Mikael, Noe a Viktoria). Mike je portugalského původu.

## Hráčská kariéra
V juniorských letech hrával za klub Rouyn-Noranda Huskies v lize QMJHL. Po první odehrané sezóně 1997/98 v QMJHL se stal nejlepším nováčkem a tím získal trofej Michel Bergeron Trophy. V létě 1998 byl draftován ve druhém kole ze 183. místa klubem Montreal Canadiens. Následující sezónu setrval v týmu Rouyn-Noranda Huskies, se kterým postoupil do playoff, ale po brzkém vyřazení se připojil k farmářskému týmu Canadiens Fredericton Canadiens hrajícímu v lize AHL, za klub odehrál v playoff pět zápasů, v nichž si připsal první bod. Po sezóně získal druhou trofej z ligy QMJHL Jean Béliveau Trophy pro nejproduktivnějšího hokejistu ligy. Poslední ročník v juniorské kariéře odehrál první dva zápasy opět za klub Rouyn-Noranda Huskies, poté přestoupil do Quebec Remparts, kde dohrál i poslední zápasy v juniorské kariéře. V sezóně stihl ještě odehrát devatenáct zápasů v hlavním týmu Montreal Canadiens, ve kterém si připsal první body v NHL.
Po juniorské štaci se natrvalo přestěhoval do Montrealu, ale většinou hrál na jejich farmě týmu v Quebec Citadelles a v sezóně 2002/03 odehrál tři zápasy na nové farmě Canadiens v Hamilton Bulldogs. Již od sezóny 2002/03 nastupoval pravidelně za tým Canadiens. Během výluky NHL v období 2004/05 hrál v nejvyšší finské lize za tým Espoo Blues. Po výluce v NHL se vrátil zpět do klubu Canadiens, kde však odehrál poslední sezónu za klub. 30. září 2006 byl vyměněn do týmu Dallas Stars za finského obránce Janneho Niinimaamu. V Dallasu se stal nejužitečnějším hráčem týmu v sezónách 2006/09 a nejlepším nahrávačem v sezónách 2007-09 a 2010/11. V sezóně 2007/08 si také připsal osobní rekord v bodování, když zaznamenal 83 kanadských bodů. V létě roku 2007 se stal prvním omezený volný hráčem s jednoletou smlouvu přibližně za 2,8 milionu dolarů. S tím se stal po sezoně 2007/08 volným hráčem bez omezení. 7. ledna 2008 prodloužil smlouvu s Dallasem na dalších pět let za 25 milionů dolarů. Za Dallas Stars nosil dres číslem 63.
22. června 2012 byl vyměněn do klubu Washington Capitals za kanadského útočníka Codyho Eakina a druhým kolem draftu 2012 (touto volbou byl draftován Mike Winther). První start za Capitals se oddálil kvůli výluce, během výluky nikde nehrál. První zápas v nové zkrácené sezóně 2012/13 odehrál proti klubu Tampa Bay Lightning, ve kterém prohráli 3:6, v zápase si připsal jednu asistenci. Zpočátku se klubu nedařilo, patřily jim spodní příčky, ale Mike se stal nejproduktivnějším hráčem a dokonce nahradil v první řadě útočníka Nicklase Bäckströma, který dlouhodobě hrával na postu středního útočníka v první řadě po boku Alexandra Ovečkina. S bodováním dále vystoupal a dostal se do top 15 nejproduktivnějších hráčů ligy.

## Ocenění a úspěchy
- 1998 CHL - All-Rookie Tým
- 1998 CHL - Top Prospects Game
- 1998 QMJHL - All-Rookie Tým
- 1998 QMJHL - Nejlepší nahrávač
- 1998 QMJHL - Michel Bergeron Trophy
- 1998 QMJHL - Jean Béliveau Trophy
- 1998 QMJHL - Druhý All-Star Tým
- 1998 QMJHL - Nováček roku
- 1999 CHL - První All-Star Tým
- 1999 CHL - Nejproduktivnější hráč
- 1999 QMJHL - První All-Star Tým
- 1999 QMJHL - Nejlepší nahrávač
- 1999 QMJHL - Jean Béliveau Trophy
- 2002 NHL - YoungStars Game
- 2008 NHL - All-Star Game

## Prvenství
- Debut v NHL - 2. října 1999 (Montreal Canadiens proti Toronto Maple Leafs)
- První gól v NHL - 23. října 1999 (Toronto Maple Leafs proti Montreal Canadiens, kanadskému brankáři Curtisu Josephovi)
- První asistence v NHL - 22. listopadu 1999 (Mighty Ducks of Anaheim proti Montreal Canadiens)
- První hattrick v NHL - 21. ledna 2009 (Florida Panthers proti Dallas Stars)

## Klubová statistika
| Sezóna       | Klub                  | Soutěž       |       | Základní část | Základní část | Základní část | Základní část | Základní část |    | Play off | Play off | Play off | Play off | Play off |
| Sezóna       | Klub                  | Soutěž       | Z     | G             | A             | B             | TM            | Z             | G  | A        | B        | TM       |          |          |
| 1995/1996    | Montreal-Bourassa     | QMAAA        | 43    | 13            | 26            | 39            | 18            |               |    |          |          |          |          |          |
| 1996/1997    | Montreal-Bourassa     | QMAAA        | 43    | 32            | 57            | 89            | 48            | 16            | 15 | 23       | 38       | 14       |          |          |
| 1997/1998    | Rouyn-Noranda Huskies | QMJHL        | 67    | 40            | 85            | 125           | 55            | 6             | 3  | 1        | 4        | 0        |          |          |
| 1998/1999    | Rouyn-Noranda Huskies | QMJHL        | 69    | 67            | 100           | 167           | 137           | 11            | 5  | 11       | 16       | 12       |          |          |
| 1998/1999    | Fredericton Canadiens | AHL          | —     | —             | —             | —             | —             | 5             | 0  | 1        | 1        | 2        |          |          |
| 1999/2000    | Rouyn-Noranda Huskies | QMJHL        | 2     | 1             | 3             | 4             | 0             | —             | —  | —        | —        | —        |          |          |
| 1999/2000    | Quebec Remparts       | QMJHL        | 21    | 17            | 28            | 45            | 30            | 11            | 3  | 20       | 23       | 38       |          |          |
| 1999/2000    | Quebec Citadelles     | AHL          | 3     | 0             | 0             | 0             | 2             | —             | —  | —        | —        | —        |          |          |
| 1999/2000    | Montreal Canadiens    | NHL          | 19    | 1             | 1             | 2             | 2             | —             | —  | —        | —        | —        |          |          |
| 2000/2001    | Quebec Citadelles     | AHL          | 74    | 26            | 40            | 66            | 44            | 9             | 1  | 5        | 6        | 23       |          |          |
| 2000/2001    | Montreal Canadiens    | NHL          | 2     | 0             | 0             | 0             | 2             | —             | —  | —        | —        | —        |          |          |
| 2001/2002    | Quebec Citadelles     | AHL          | 23    | 9             | 14            | 23            | 36            | 3             | 0  | 3        | 3        | 0        |          |          |
| 2001/2002    | Montreal Canadiens    | NHL          | 43    | 8             | 10            | 18            | 12            | —             | —  | —        | —        | —        |          |          |
| 2002/2003    | Hamilton Bulldogs     | AHL          | 3     | 0             | 1             | 1             | 0             | —             | —  | —        | —        | —        |          |          |
| 2002/2003    | Montreal Canadiens    | NHL          | 52    | 5             | 12            | 17            | 6             | —             | —  | —        | —        | —        |          |          |
| 2003/2004    | Montreal Canadiens    | NHL          | 81    | 20            | 45            | 65            | 34            | 11            | 2  | 1        | 3        | 18       |          |          |
| 2004/2005    | Espoo Blues           | SM-l         | 17    | 8             | 9             | 17            | 4             | —             | —  | —        | —        | —        |          |          |
| 2005/2006    | Montreal Canadiens    | NHL          | 79    | 16            | 35            | 51            | 36            | 6             | 0  | 2        | 2        | 0        |          |          |
| 2006/2007    | Dallas Stars          | NHL          | 81    | 18            | 41            | 59            | 22            | 7             | 0  | 3        | 3        | 4        |          |          |
| 2007/2008    | Dallas Stars          | NHL          | 76    | 27            | 56            | 83            | 46            | 18            | 3  | 14       | 17       | 16       |          |          |
| 2008/2009    | Dallas Stars          | NHL          | 82    | 22            | 56            | 78            | 52            | —             | —  | —        | —        | —        |          |          |
| 2009/2010    | Dallas Stars          | NHL          | 66    | 19            | 34            | 53            | 38            | —             | —  | —        | —        | —        |          |          |
| 2010/2011    | Dallas Stars          | NHL          | 82    | 19            | 52            | 71            | 28            | —             | —  | —        | —        | —        |          |          |
| 2011/2012    | Dallas Stars          | NHL          | 74    | 18            | 45            | 63            | 66            | —             | —  | —        | —        | —        |          |          |
| 2012/2013    | Washington Capitals   | NHL          | 48    | 13            | 36            | 49            | 53            | 7             | 1  | 1        | 2        | 10       |          |          |
| 2013/2014    | Phoenix Coyotes       | NHL          | 80    | 16            | 31            | 47            | 52            | —             | —  | —        | —        | —        |          |          |
| 2014/2015    | Nashville Predators   | NHL          | 82    | 15            | 47            | 62            | 52            | 6             | 1  | 4        | 5        | 4        |          |          |
| 2015/2016    | Nashville Predators   | NHL          | 81    | 7             | 43            | 50            | 62            | 12            | 0  | 2        | 2        | 16       |          |          |
| 2016/2017    | Nashville Predators   | NHL          | 46    | 4             | 21            | 25            | 14            | —             | —  | —        | —        | —        |          |          |
| Celkem v NHL | Celkem v NHL          | Celkem v NHL | 1,074 | 228           | 565           | 793           | 577           | 67            | 7  | 27       | 34       | 68       |          |          |

## Reprezentace
| Rok                       | Tým                       | Soutěž                    | Z | G | A | B | TM |
| ------------------------- | ------------------------- | ------------------------- | - | - | - | - | -- |
| 2000                      | Kanada 20                 | MSJ                       | 7 | 0 | 2 | 2 | 0  |
| Juniorská kariéra celkově | Juniorská kariéra celkově | Juniorská kariéra celkově | 7 | 0 | 2 | 2 | 0  |